# برایان دی پالما
برایان دی پالما (به انگلیسی: Brian De Palma) (زاده ۱۱ سپتامبر ۱۹۴۰) کارگردان، نویسنده و تهیه‌کنندهٔ آمریکایی است.
عمده شهرت دی پالما به خاطر کارگردانی پنج فیلم مطرح و پرفروش آمریکایی به نام‌های کری، راه کارلیتو، صورت‌زخمی، تسخیرناپذیران و مأموریت: غیرممکن می‌باشد.

## زندگی‌نامه
وی در نیوآرک، نیوجرسی به دنیا آمده‌است. پدرش دکتر جراح و مادرش معلم مدرسه بود. وی ابتدا به تحصیل در رشتهٔ فیزیک در دانشگاه کلمبیا پرداخت اما علاقه‌اش به سینما آن قدر زیاد بود که تحصیلاتش را نیمه کاره رها کرد و در «کالج سینمایی سارا لانکس نیویورک» ثبت نام کرد.
وی نیز مانند فرانسیس فورد کوپولا و مارتین اسکورسیزی از جمله کارگردانان ایتالیایی‌تبار سینمای ایالات متحده آمریکا می‌باشد.
برایان دی‌پالما فعالیت فیلم‌سازی‌اش را از دههٔ ۶۰ و با ساختن چند فیلم کوتاه آغاز کرد. شیوهٔ کارگردانی و فیلمبرداری چندین فیلم او را با کارگردان شهیر سینما یعنی آلفرد هیچکاک مقایسه می‌کنند.
برایان دی‌پالما در زمرهٔ کارگردانان جوان و تازه‌نفس دههٔ ۱۹۷۰ بود. او به همراه مارتین اسکورسیزی، فرانسیس فورد کوپولا، استیون اسپیلبرگ و جرج لوکاس از پیشگامان سینمای نوی ایالات متحده آمریکا به حساب می‌آید. این‌ها افرادی هستند که هر کدام با سبک مخصوص خود سینمای معاصر آمریکا را شکل دادند.

## بخشی از فیلم‌شناسی
1. جنایت به سبک جدید ۱۹۶۸ (Murder à la Mod)
2. تبریکات (۱۹۶۸)
3. جشن عروسی (۱۹۶۹)
4. سلام مامان! (۱۹۷۰)
5. خرگوشت را بشناس ۱۹۷۲
6. خواهران (۱۹۷۳)
7. شبح بهشت (۱۹۷۴)
8. وسواس (۱۹۷۶)
9. کری (۱۹۷۶)
10. خشم ۱۹۷۸
11. فیلم‌های خانگی۱۹۷۹
12. در لباسی خیره‌کننده (۱۹۸۰)
13. انفجار (۱۹۸۱)
14. صورت‌زخمی (۱۹۸۳)
15. بادی دابل (۱۹۸۴)
16. آدم‌های عاقل ۱۹۸۶
17. تسخیرناپذیران (۱۹۸۷)
18. ضایعات جنگ (۱۹۸۹)
19. آتش غرور (۱۹۹۰)
20. روح قابیل (Raising Cain)۱۹۹۲
21. راه کارلیتو (۱۹۹۳)
22. مأموریت: غیرممکن (۱۹۹۶)
23. چشمان مار (۱۹۹۸)
24. مأموریت به مریخ ۲۰۰۰
25. زن مرگبار ۲۰۰۲
26. کوکب سیاه (۲۰۰۶)
27. غیرقابل انتشار (۲۰۰۷)
28. اشتیاق (۲۰۱۲)
29. دومینو ۲۰۱۸